# Achir
 (juin 2025).
Si vous disposez d'ouvrages ou d'articles de référence ou si vous connaissez des sites web de qualité traitant du thème abordé ici, merci de compléter l'article en donnant les références utiles à sa vérifiabilité et en les liant à la section « Notes et références ».
Achir (en arabe : أشير) est une ancienne ville d'Afrique du Nord, première capitale de la dynastie musulmane berbère des Zirides, sous suzeraineté Fatimide située à une altitude de 1 280 m, dans les monts du Titteri, dans l'actuelle commune algérienne de Kef Lakhdar (wilaya de Médéa).
La ville est mentionnée par Ibn Khaldoun qui indique que le mont Titteri est le royaume des Zirides, dans lequel se trouvent les ruines d'Achir. Des fouilles archéologiques ont permis de déterminer l'existence de deux sites zirides dans ce secteur.

## Historique
L'éponyme de la dynastie berbère Sanhadja, Ziri ibn Menad, qui héritait de la domination sur l'Ifriqya, avait été le lieutenant fidèle et actif des Fatimides. Dans leurs luttes contre les soldats d'Abu Yazid et contre les Zénètes, qui dominaient  à l'ouest de Tiaret, ses interventions avaient joué un rôle décisif. Aussi, le Calife Fatimide al-Qaim l'avait-il autorisé à affirmer sa jeune puissance par la construction, en 935-936, d'une capitale qui lui servit de place forte et de magasin, Achir, sur les flancs du Kef Lakhdar à Aïn Boucif.
Georges Marçais, qui a recherché sur place les vestiges des constructions zirides, a montré qu'ils révèlent les progrès du fondateur de la dynastie.
Achir prit rapidement de l'importance. Située dans une position géographique idéale pour une capitale, sur la frontière naturelle qui sépare les plaines du Tell occidental des montagnes kabyles de l'Est, il commandait la route qui grimpe de la côte, en suivant les crêtes, et surveillait les nomades de la plaine. Son essor reçut l'encouragement du calife Fatimide. Ziri y transporta les habitants d'autres villes, peut-être aussi les indésirables qui ne se trouvaient pas en sécurité ailleurs, puis l'entoura d'épaisses murailles. Au début du XIe siècle, Al Bakri rapporte que « l'on assure que, dans toute la région, il n'y a pas de place qui soit plus forte, plus difficile à prendre et plus propre à décourager l'ennemi », car dix hommes suffisent à défendre.
Place inexpugnable, mais aussi lieu d'échanges actifs entre Tell et steppe, centre intellectuel où affluaient légistes et savants, Achir fit vraiment figure de capitale et Ziri de souverain qui commandait aux contingents les plus redoutables, surveillait le Maghreb central du haut de son belvédère et frappait monnaie à son nom.
Achir était le cœur de la puissance sanhadjienne. Aussi, quand le brusque succès du calife rendit les Zirides maîtres de l'Ifriqiya n'abandonnèrent-ils leur capitale qu'à regret. Ce fut petit à petit que les émirs emmenèrent leurs familles vers la nouvelle capitale, relâchèrent les liens qui les attachaient à Achir et firent de leur ancien domaine une marche confiée à leurs proches, jusqu'au jour où elle leur échappa.
Quand, en 972, le calife fatimide Al-Mu’izz quitte le Maghreb pour l’Égypte, il confie l’administration de l’Ifriqya à Bologhine, le fils de Ziri. Celui-ci quitte Achir pour s’installer à Kaïrouan, mais il va garder des liens étroits avec Achir où sa famille va demeurer.
Plus tard, Achir et sa région seront confiées aux Hammadides et quand ceux-ci déclareront leur indépendance des Zirides, ils l’incorporeront, après l’arrangement de 1017, à leur domaine. Achir sera très convoitée et elle changera à plusieurs reprises de maître.
En 1048, Yusuf Ibn Hammad la prend et la pille ; en 1076, les Zénètes l’occupent. Reprise par les Hammadites, elle est dévastée, en 1101, par Tachfine ben Tinamer, le maître de Tlemcen.
Elle est reconstruite avant d’être occupée de nouveau, cette fois par Ghazi al-Sanhadji (1184). À partir de cette période, on n’entend plus parler d’Achir qui, de toute façon, a perdu depuis plusieurs années déjà son rôle de capitale.

## Le site archéologique

### Description du site par Chabassière, 1869

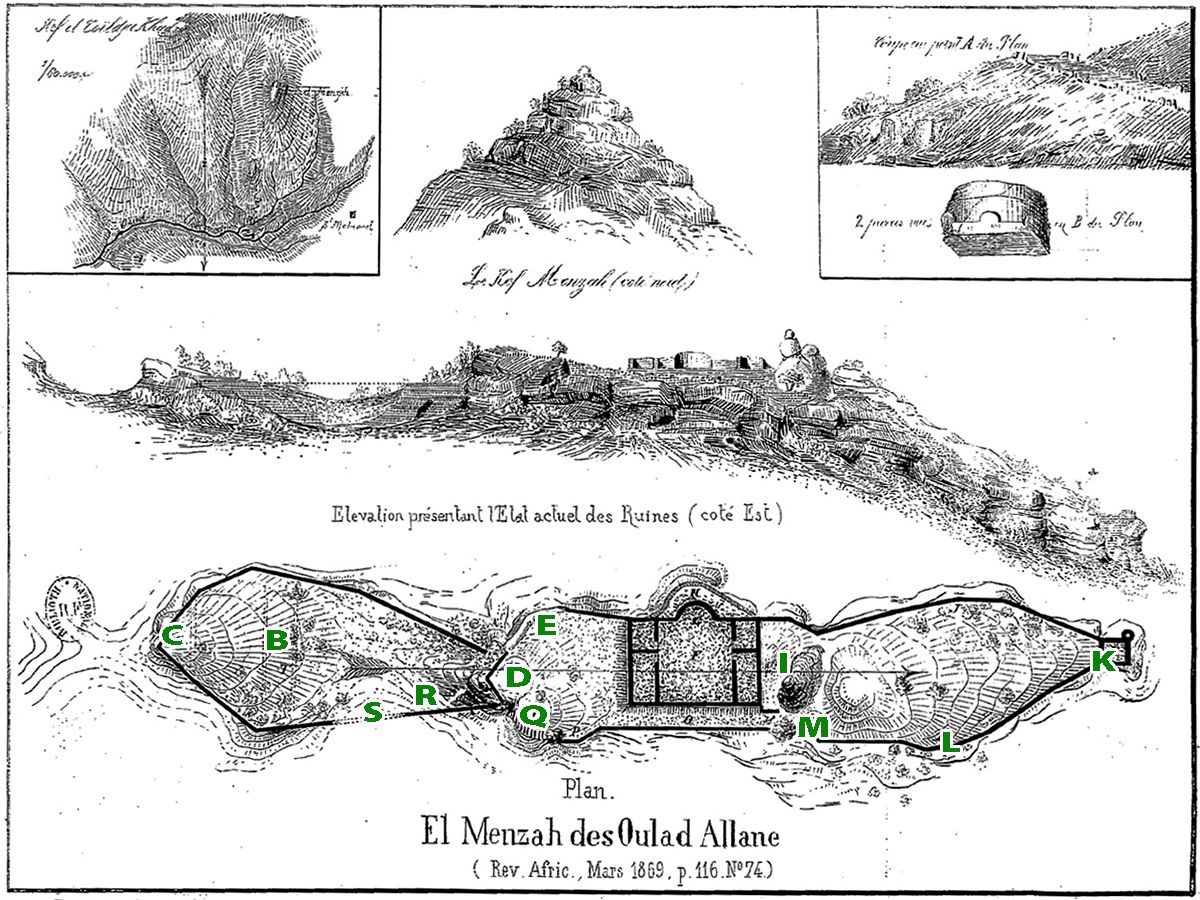
Plan du site d'Achir en 1869

Selon la description du site en 1869 faite par Chabassière, le nom attribué par les indigènes des Oulad Alêne (Aghalik des Douaïr) aux ruines en question est El-Menza. Au sommet du Kef el-Akhdar, à environ 1500 m d'altitude, se trouvaient des ruines accessibles uniquement par un sentier peu praticable partant de la dechra El-Hadj Ouel Ness, entre l'Oued el-Mezieb et les monts Chabet bou Djemel et Hadjar Sebah.
De l'endroit appelé El-Menzah, la vue s'étend sur les Douaïr, les Enfatah, les Ouled Maref, les Abid, les Rebaïa, les Ouled Ahmed ben Youssef, tous les Béni Sliman, les Ouled Zenim, les Djouad, les Dira et enfin les Adaoura, couvrant un horizon d'une centaine de km pays; 440 m seulement séparent la pointe C du sommet du Kef, qui lui-même domine tout le sud.
La position est notable et exceptionnelle; les précipices, abritant de nombreux sangliers et hyènes, confèrent à ce site un caractère pittoresque indéniable. L'austérité et l'isolement des ruines ajoutent à la valeur de l'immense panorama visible de tous côtés. Des rochers de grandes dimensions, reliés entre eux par une maçonnerie de petit appareil, forment l'enceinte naturelle de l'établissement militaire dont la forme et les détails seront brièvement esquissés, laissant à l'appréciation du lecteur, accompagné de ses propres connaissances, le soin d'interpréter la véritable fonction de ces ruines, sur lesquelles, malheureusement, aucune recherche n'a été menée.
Le seul accès aux ruines, réalisable en se servant des mains et des pieds, est le point S, une ouverture laissée libre après la destruction du mur d'enceinte, où le temps a accumulé des débris de démolition recouverts d'une masse compacte de terre, parsemée de broussailles. À noter en premier lieu que la base de la construction, au pied des rochers qui la supportent, contient une grande quantité de débris de poterie et est régulièrement labourée par les sangliers. Il est également remarquable que la seule découverte significative de pierres ait été faite au point B du plan.
C'est la partie la plus au sud de la première enceinte apparente, elle représente l'extrémité d'un bastion dans lequel des vestiges de murs transversaux percent le sol sur trois endroits parallèles; ce bastion, complètement fermé en D par une masse rocheuse, taillée primitivement en escalier, était clos à l'est par l'immense mur R (de 1,60 m de largeur en tête, et d'environ 2,30 m à la base) détruit en partie comme nous l'avons dit précédemment. D'une extrémité sud du bastion de la deuxième enceinte, l'assise de maçonnerie cesse d'être visible et est remplacée sur le rocher par un évidement fait au ciseau sur une largeur pareille à celle des murs à leur sommet, 1,25 m sur environ 12 m de longueur.
La construction mesurant 13 m dans l'œuvre de l'est à l'ouest avec des annexes de chacune 3,80 m aussi dans l'œuvre, les murs ont 1,15 m d'épaisseur ; deux murs de refend et des portes indiquées au plan complètent la figure qu'une niche ou coupole de 3 mètres de rayon ferme à l'est (soit que le temps les ait détruites, soit que les hommes en aient changé les dispositions, il n'a trouvé aucune trace de portes donnant accès à l'extérieur).
Une sorte de contre-enceinte formée à 5 mètres en contrebas du niveau de l'édifice clôt sur le sommet de l'arête rocheuse cette partie de la construction dont la forme sinueuse suit la même arête jusqu'à l'extrémité nord. Au point K, dont la destination semble avoir été celle d'une citerne recevant les eaux et les neiges de la partie supérieure (deuxième enceinte) dont la surface n'est pas moindre de 2360 mètres carrés, le mur revient ensuite du côté est-sud, en L et M, où, sous un chêne à trois troncs, les Arabes ont pratiqué une fouille qu'ils n'ont pu continuer, mais qui tendait à leur permettre de s'engager sous l'énorme bloc rocheux I (qui a dû servir de vigie et porte encore des traces de scellement), il paraît aussi à lui recouvrir un souterrain ou une autre citerne dont l'entrée complètement obstruée serait entre les deux murs encore debout à l'angle nord-est du bâtiment.
Un mur parfaitement régulier continuerait la ligne de défense jusqu'au petit redan sur lequel un chêne rabougri étale son maigre tronc, et ses branches rongées par les chèvres des douars voisins. Au point Q comme au point E de l'enceinte, le rocher ne porte pas de traces de construction, seulement il diffère ici en ce qu'on y a creusé huit marches de 1,70 m de longueur sur 30 cm de largeur et 15 cm de profondeur, sans doute pour permettre aux animaux de marcher sûrement sur ce roc glissant et nu. Il a été dit plus haut que la construction est faite en mortier et moellons de grès taillés, petit appareil 20 cm sur 20 en moyenne.
Des fouilles seraient facilement praticables et donneraient sans doute la clé de l'énigme que l'on a cherché à deviner, car le sol ne laisse que très peu de traces de ces sortes de démolitions dont les petites dimensions s'effaçant facilement sont très vite recouvertes de terre et plus tard de broussailles.

### Autres descriptions
Selon Lucien Golvin, qui a entrepris des fouilles sur le site en 1954, Achir est composée de deux cités distinctes. Achir ou Yachir, la capitale de Ziri et Benia, construite postérieurement par son fils Bologhine, 2 km plus au sud.

#### Yachir
Yachir fut érigée sur un plateau étroit protégé au nord par le kef (crête) Lakhdar-à AIN BOUCIF et bordée de chaque côté par les fossés encaissés des oueds. Quelques ruines de remparts surplombant les fossés témoignent de l'existence d'une cité.
À 200 m à l'est le palais de Ziri, bâti aux alentours de 947, semble avoir été en dehors de la ville. Quelles sont les caractéristiques du monument ?
L'enceinte rectangulaire (72 x 40 m) est renforcée aux angles et à intervalles réguliers par de gros piliers carrés et présente quelques décrochements en saillie sur les faces. L'axe central traverse la salle d'honneur, la cour et la porte en avant-corps qui protège une entrée en chicane. Le palais présente une vaste cour centrale (33 x 35 m) cernée de salles avec galerie à colonnade au Sud et quatre cours secondaires qui se répartissent symétriquement de part et d'autre déterminant quatre appartements semblables dont certaines pièces font saillie sur le mur d'enceinte. La présence d'escaliers à chaque aile laisse à penser qu'ils menaient peut-être à un étage.
Il reste peu de choses du décor: quelques fûts de colonnes, des socles, de curieux chapiteaux et quelques blocs sculptés.
Ce palais présente des similitudes avec celui d'el-Quaim, le même architecte ayant officié dans les deux cas.
Les ruines de ce palais construit à côté de la ville populaire; le soin apporté à l'élaboration du plan, la solidité et le fini de la maçonnerie, le style général qui s'inspire nettement de l'Orient, le sobre décor des façades et de la cour centrale; attestent une certaine opulence.

#### Benia
Ibn al-Athîr nous apprend que Bologhine  en 972-973 a construit une nouvelle ville qu'il peupla des gens de Tlemcen qu'il avait défaits. Cette nouvelle cité serait Benia, située non loin de Yachir, dans une petite vallée que surmonte le kef Tisemlail ; mieux située en aplomb au-dessus de la plaine, mieux défendable que sa ville jumelle.
On relève dans ce lieu, riche en sources, les traces nombreuses de ruines dont celles d'un vaste mur d'enceinte, d'une mosquée et d'un manar (tour à signaux). Des tessons de poterie d'inspiration orientale ont également été mis au jour.
Une vue aérienne révèle la disposition de la ville.
La muraille est de plan grossièrement rectangulaire, de 800 x 400 m, renforcée par des piliers disposés à égale distance, avec une porte en chicane dans sa partie ouest et en partie estompée vers l'Est en raison des habitations et des champs agricoles. Vers le Sud elle monte à l'assaut d'un piton qu'elle escalade jusqu'au sommet en épousant la forme de la crête, ce qui lui donne la forme d'un entonnoir. Au sommet du piton, les ruines d'un manar qui semble avoir existé du temps de Ziri. Les vestiges d'une tour semblable sont apparentes à l'angle S/E de l'enceinte. Le tracé d'une vaste construction dans cet entonnoir porte le nom de "Dar es Sultan".
Deux axes principaux N/S et E/O qui doivent correspondre à des rues sont également visibles. Près de leur intersection, un édifice qui pourrait correspondre à une mosquée de 7 nefs et 4 travées.
Néanmoins, le lieu restant largement inexploré, des fouilles sérieuses sont à envisager.

## Galerie

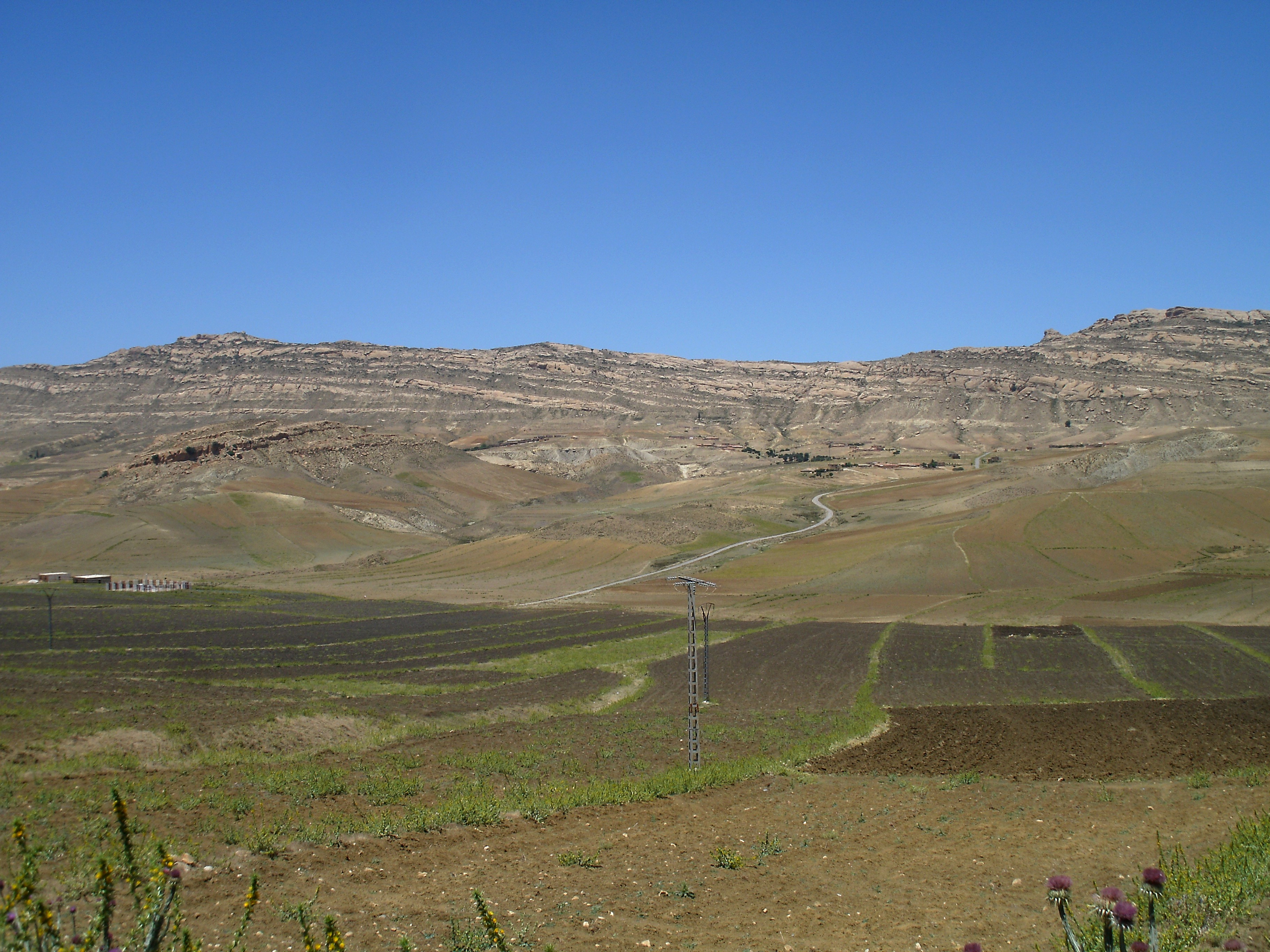
Kef Lakhdar, le site de Yachir
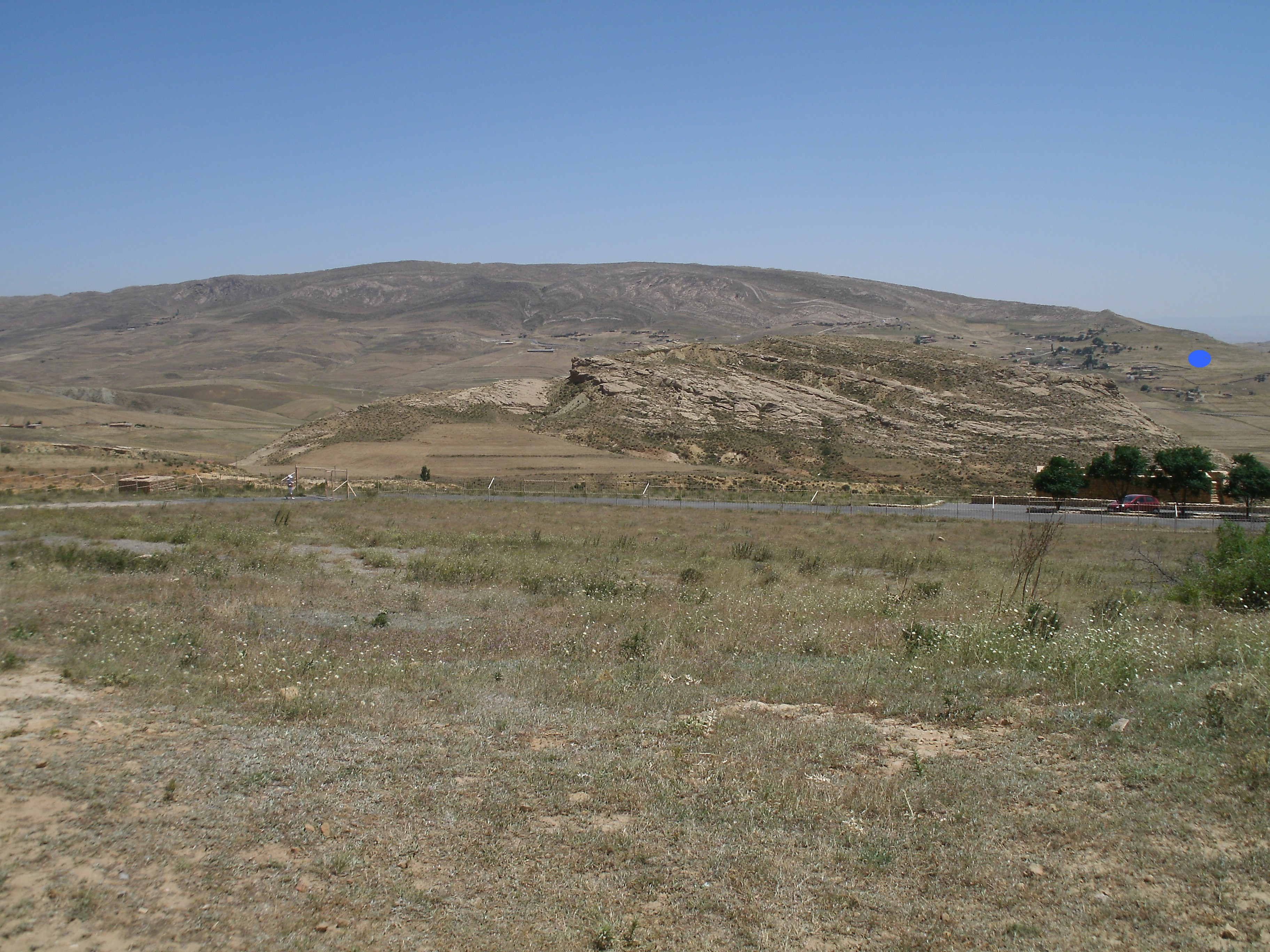
Pointé en bleu, le site de Benia vu de Yachir
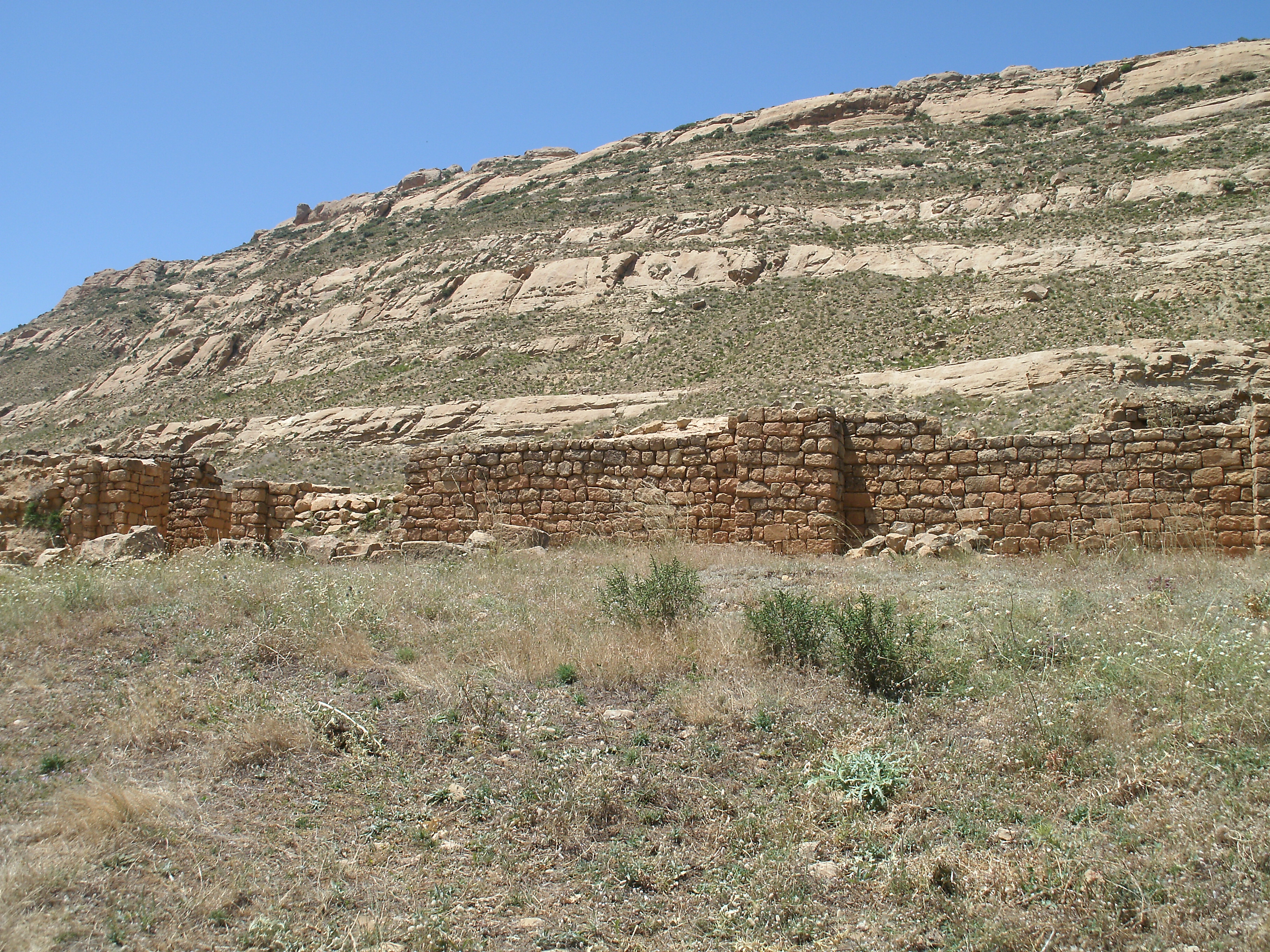
Enceinte du palais de Ziri à Achir
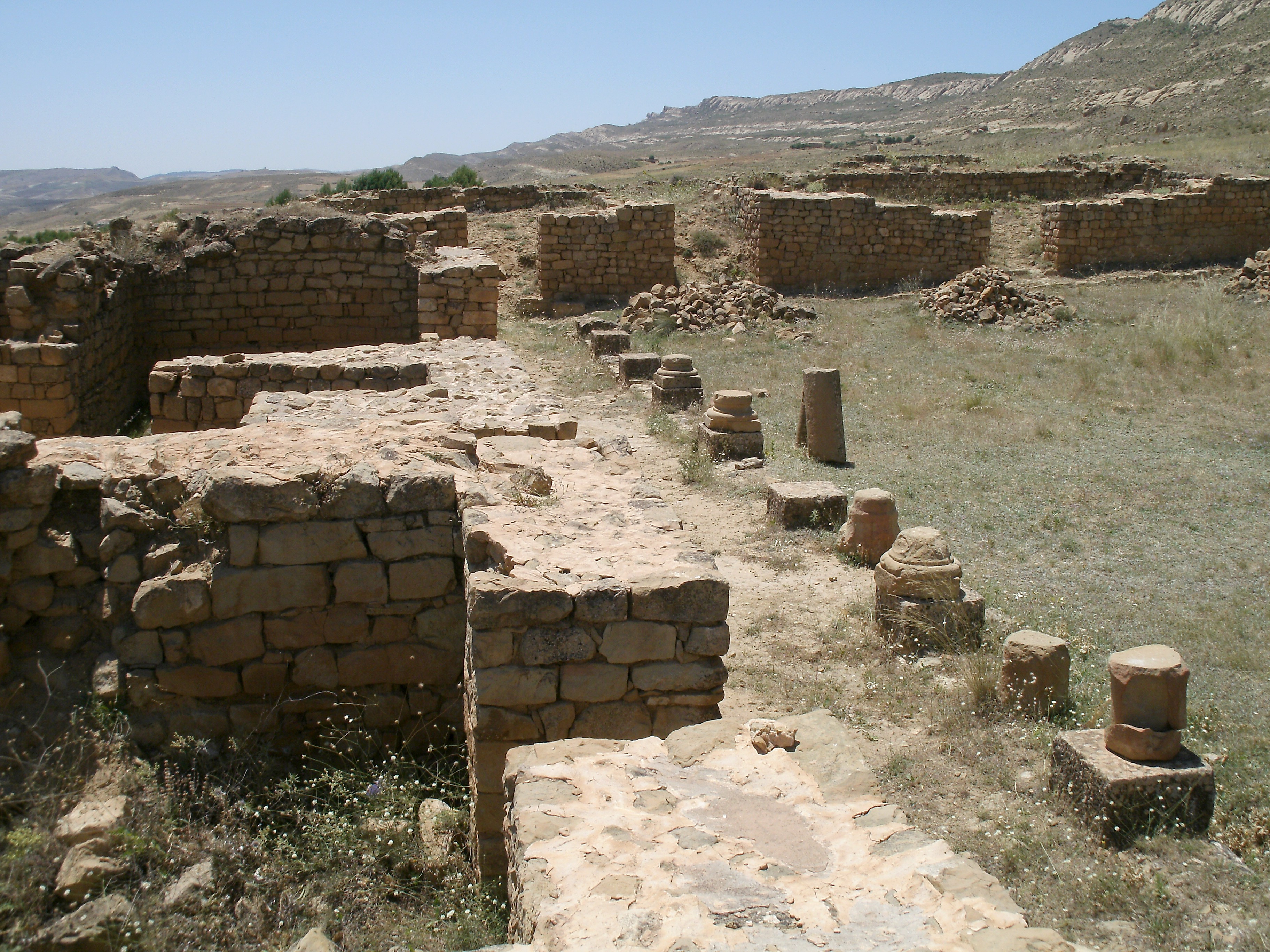
Achir, le palais
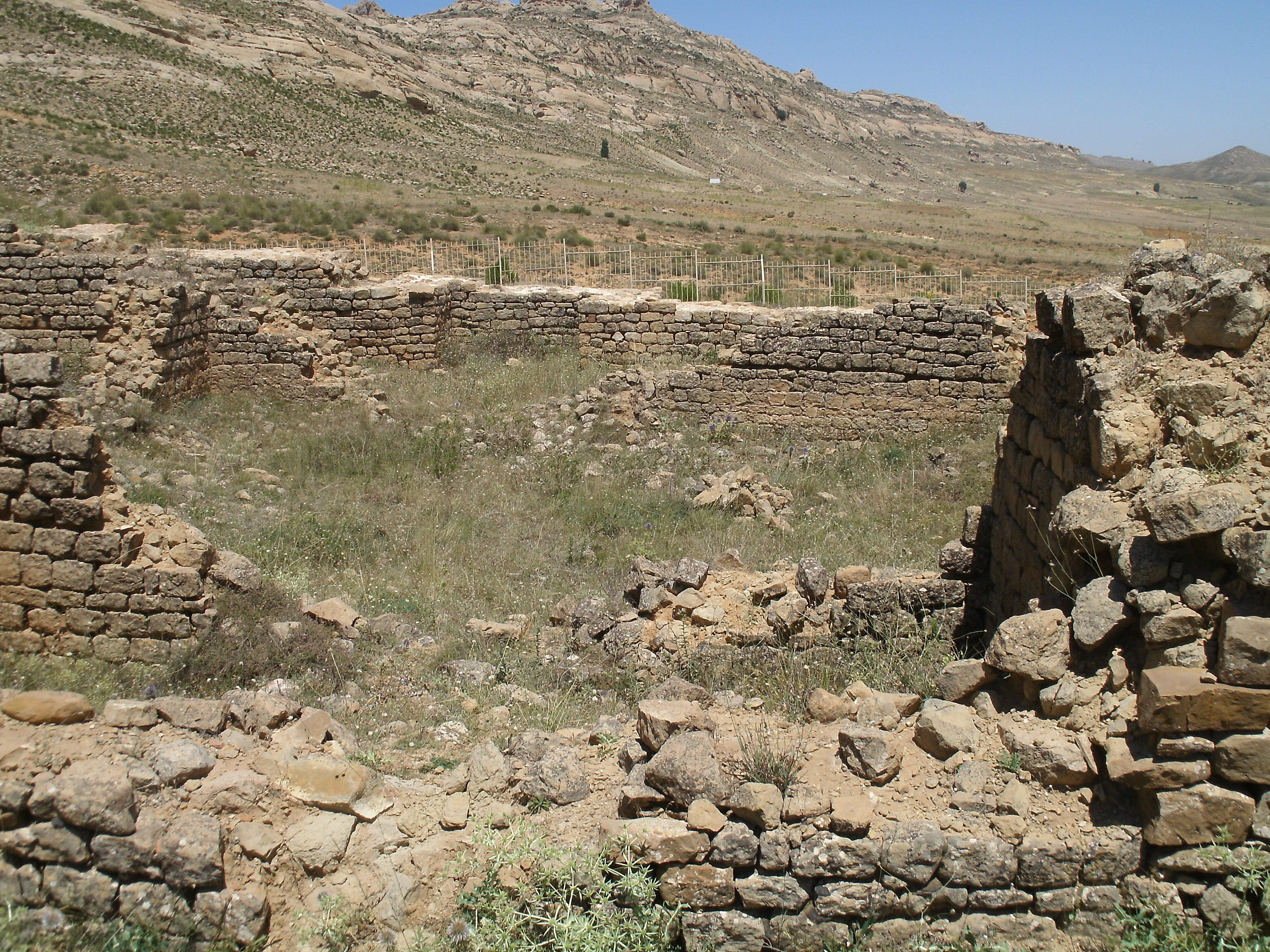
Cour Est
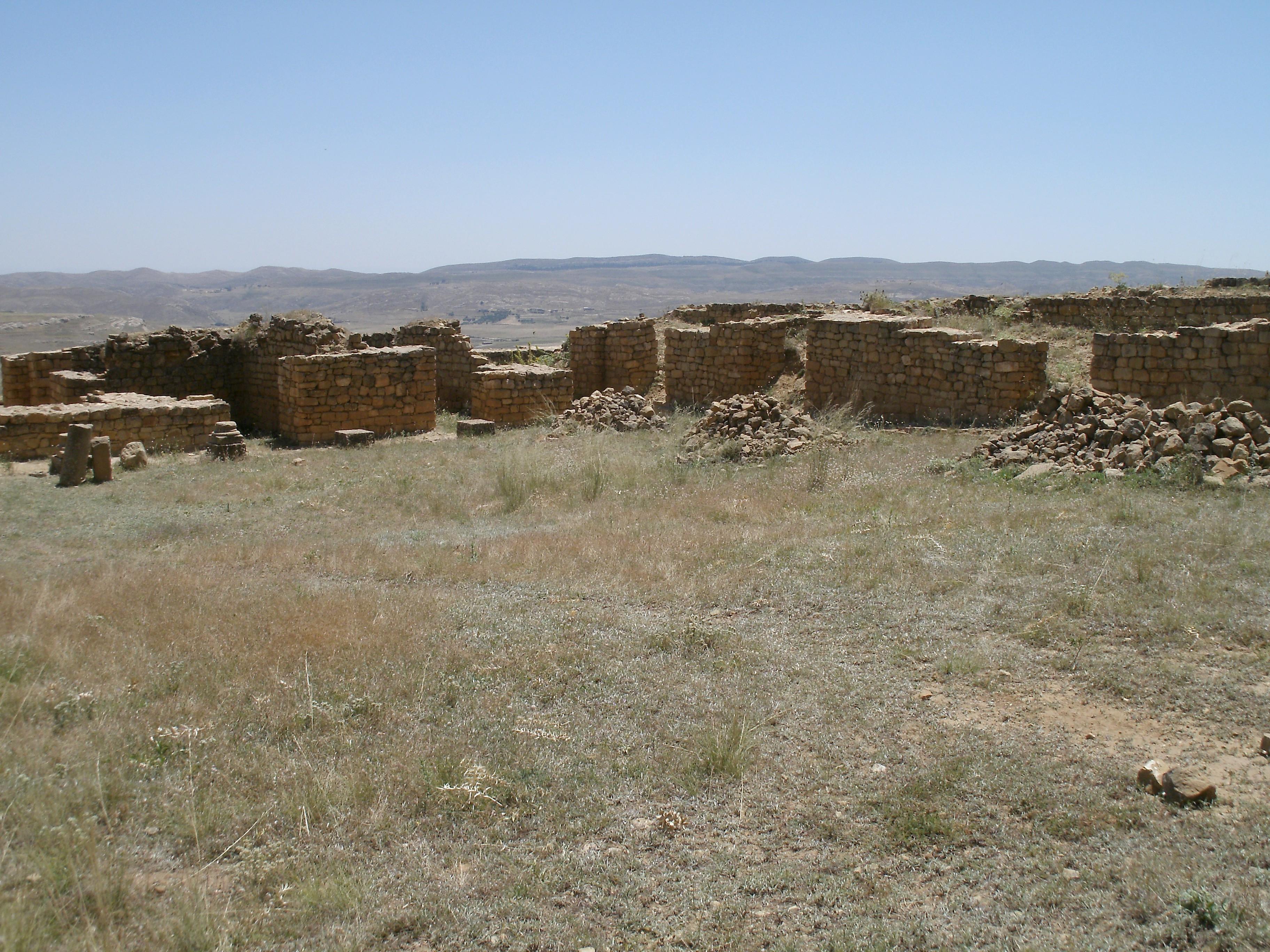
Angle sud-ouest du palais